# Bhastrika
Bhastrika, (Sanskriet: blaasbalg) ook in het Nederlands blaasbalg genaamd, is een pranayama (ademhalingstechniek) in yoga. Bhastrika is een oefening voor gevorderde yogi's.
Bij bhastrika is er sprake van de middenrifademhaling, ofwel met gebruikmaking van het middenrif en niet van de borstkas. Bhastrika wordt in de regel met een duidelijke nadruk op de uitademing uitgeoefend: deze is krachtig en actief, terwijl de inademing passief en reagerend blijft. De uitademing gebeurt in deze oefening door een krachtvol intrekken van het buikoppervlakte naar binnen. Deze ademhaling wordt in een snel ritme meerdere keren kort, snel en sterk achter elkaar herhaald. Hierbij wordt de buik als pomp gebruikt.
Bhastrika wordt door yogi's gewaardeerd, omdat er een gevoel zou ontstaan dat het hoofd leeg wordt en de vloed aan gedachten onderbroken wordt. Deze ademhaling wordt daarom ook wel ter voorbereiding op meditatie ingezet. Er wordt tussen korte, explosieve inademingen en een lichtelijk langere passieve uitademing gewisseld, waarbij de vuisten als drukmiddel op de buik staan geplaatst.
Bij deze ademhaling worden alle ademhalingsspieren gebruikt. Bij het inhouden van de ademhaling, ofwel kumbhaka, wordt de mula en jalandhara bandha toegepast. Vervolgens wordt er met behulp van de vishnu mudra uitgeademd door het rechter neusgat (pingala). Hierdoor zou het opgewarmde lichaam verkoeling krijgen. Hierbij wordt de uddiyana bandha uitgevoerd.
In het begin kan er drie sessie van tien pompoefeningen worden uitgevoerd, wat later uitgebreid kan worden tot acht sessies van honderd pompbewegingen.

## Kapalabhati of bhastrika?

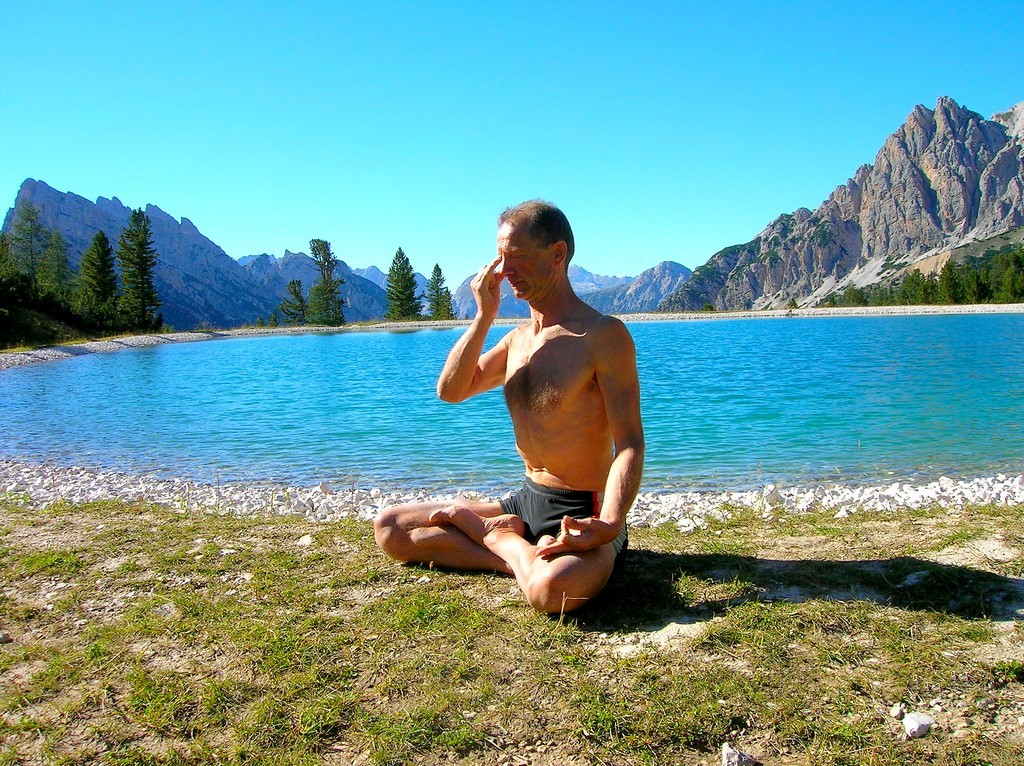
Kapalabhati

Een oefening die weleens met kapalabhati wordt verwisseld, is de bhastrika (blaasbalg). Hoewel ze op elkaar lijken zijn er enkele belangrijke verschillen.
Het essentiële verschil tussen beide, is dat kapalabhati een kriya (reinigingsoefening) is en bhastrika een pranayama (ademhaling) Er zijn echter ook yogi's die de kapalabhati eveneens tot de pranayama rekenen, zoals Fred van Beek en binnen Sivananda-yoga Swami Vishnu Devananda .
Daarnaast betekent kapalabhati schedel glanzen en er moet na de beoefening ervan het gevoel ontstaan van een heldere geest. Bhastrika betekent blaasbalg en als deze oefening uitgevoerd wordt, dan moet de buik als blaasbalg fungeren. Wanneer dat niet zo is, dan is er geen sprake van respectievelijk kapalabhati of bhastrika.
Ook bij bhastrika is er een variant, waarbij de neusgaten afwisselend gesloten worden. Volgens André Van Lysebeth kan kapalabhati onder bepaalde omstandigheden ook door astmapatiënten worden uitgevoerd, terwijl dit bij bhastrika voor mensen met problemen aan de luchtwegen taboe is.

## Behoedzame beoefening
Gezien de drukontwikkeling, moet er voorzichtig omgegaan worden met deze techniek. Bijvoorbeeld door te beginnen met langzame oefeningen.
Verder zetten critici vraagtekens bij deze oefening, gezien er net als bij hyperventilatie in korte tijd een grote hoeveelheid zuurstof naar de hersenen wordt gebracht.
volledige ademhaling · middenrifademhaling · flankademhaling · sleutelbeenademhaling · mondademhaling · neusademhaling

abhyantara bahya stambha vritti · activerende ademhaling · agni prasana · anuloma · anuloma viloma · bhastrika · brahmari · chandra bhedana · chatur mukhi · dirgha sukshma · kapalabhati · kevala kumbhaka · kumbhaka · murcha · nadi sodhana · ohm sahita rechaka · plavini · prachhardana · prana apana samyukta · pratiloma · sahita kumbhaka · sama vritti · samanu · sapta vyahrita · sargarbha sahita kumbhaka · sarva dwara baddha · sithali · sitkari · stambha vritti · sukha purvaka · suksama shwasa prashwasa · surya bhedana · tri bandha kumbhaka · ujjayi · vaya viya kumbhaka · viloma · visama vritti